# Frente Democrático (Perú)
El Frente Democrático (Fredemo) fue una coalición política peruana conformada en 1988 por los partidos Movimiento Libertad, Acción Popular y Partido Popular Cristiano, que participó en las elecciones municipales de 1989 y las elecciones generales de 1990. Su candidato presidencial fue el doctor Mario Vargas Llosa, que quedó en segundo lugar, siendo derrotado en segunda vuelta por el ingeniero Alberto Fujimori.

## Historia
En 1988, el Perú afrontaba una crisis económica e institucional que se traducía en la temprana búsqueda de alternativas para el cambio de gobierno en 1990 revitalizando las opciones del expartido de gobierno Acción Popular y del Partido Popular Cristiano. En 1987 se había consolidado el liderazgo de Mario Vargas Llosa y alrededor suyo se había fundado el Movimiento Libertad.[cita requerida]
Los partidos tradicionales Acción Popular (fundado en los años 50) y PPC (fundado en los años 60), junto con el Movimiento Libertad (fundado en 1987), se unieron y formaron el Frente Democrático para hacer una sola fuerza con miras a las elecciones municipales de 1989 y, sobre todo, a las elecciones generales de 1990. Al Fredemo se sumaron también numerosos independientes.[cita requerida]
Las candidaturas del Fredemo se caracterizaron por incluir personajes jóvenes en ese entonces y muchos de ellos que realizaban su primera incursión en política. El carácter de escritor y de intelectual de Vargas Llosa aglomeró en el Fredemo a muchas personalidades de la intelectualidad peruana así como también a muchas personas de los estratos socioeconómicos más acomodados. Doctrinariamente, se alzó contra la política económica y social del gobierno de Alan García, estatizante y populista, frente a la cual sostuvo la necesidad de implementar una reforma integral basada en la aplicación de principios económicos liberales. Su primer documento programático fue el titulado “Bases para el plan de gobierno del Frente Democrático 1990-1995” (14 de abril de 1989). Puntos fundamentales del plan del Fredemo fueron: una estrategia de privatización de las empresas estatales y simplificación del aparato estatal, una política de atracción de capitales extranjeros.[cita requerida]

## Partidos integrantes
| Partido | Partido                   | Ideología principal    | Líder                   |
| ------- | ------------------------- | ---------------------- | ----------------------- |
|         | Acción Popular            | Reformismo             | Fernando Belaúnde Terry |
|         | Partido Popular Cristiano | Conservadurismo social | Luis Bedoya Reyes       |
|         | Movimiento Libertad       | Libertarismo           | Mario Vargas Llosa      |
|         | Solidaridad y Democracia  | Socioliberalismo       | Javier Silva Ruete      |

## Participación electoral

### Elecciones municipales de 1989
En 1989, para las elecciones municipales, el Fredemo postuló como candidato para la Alcaldía de Lima al ingeniero Juan Incháustegui (Exministro acciopopulista de Energía y Minas), quien no logró ganar. El Fredemo logró varias alcaldías en todo el Perú, incluyendo la elección de Frank Mc Lauchlan en Piura y Arturo Castillo en Chiclayo, pero no logró una aplastante victoria política en Lima, siendo derrotado por el empresario Ricardo Belmont del Movimiento Obras. 
Alcaldes provinciales electos por Fredemo
| Región       | Provincia                 | Alcalde                       |
| ------------ | ------------------------- | ----------------------------- |
| Amazonas     | Bagua                     | Santos Quiroz Alcántara       |
| Amazonas     | Bongará                   | Casimiro Valle Damacen        |
| Amazonas     | Chachapoyas               | Napoleon Mendoza Jimenez      |
| Amazonas     | Luya                      | Cesar Gomez Choca             |
| Áncash       | Carlos Fermín Fitzcarrald | Luis Arana Ghiggo             |
| Áncash       | Huaraz                    | Pablo Romero Henostroza       |
| Áncash       | Huaylas                   | Enrrique Villegas Acosta      |
| Áncash       | Recuay                    | Pelayo De la Cruz Montoya     |
| Áncash       | Yungay                    | Mireya Leon Vergara           |
| Arequipa     | Castilla                  | Edy Medina Collado            |
| Ayacucho     | Cangallo                  | Maximo Gonzales Calderon      |
| Cajamarca    | Hualgayoc                 | Esteban Campos Benavides      |
| Cajamarca    | San Marcos                | Benicio Cotrina Perez         |
| Callao       | Callao                    | Kurt Woll Muller              |
| Huancavelica | Tayacaja                  | Humberto Pacheco Cabas        |
| Huánuco      | Ambo                      | Alfonso Ortiz Ynfante         |
| Huánuco      | Huánuco                   | Arnulfo Mendoza Tarazona      |
| Huánuco      | Pachitea                  | Vicente David Doria           |
| Ica          | Nasca                     | Manuel Elias Valle            |
| Ica          | Palpa                     | Guillermo Luna Capelletti     |
| Ica          | Pisco                     | Roberto Diaz Buleje           |
| Junín        | Chanchamayo               | Carlos Cordero Ayala          |
| Junín        | Concepción                | Bernardo Castañeda Romani     |
| Junín        | Huancayo                  | Pedro Morales Mansilla        |
| Junín        | Junín                     | Victor Zevallos Garcia        |
| Junín        | Satipo                    | Nemecio Mejia del Castillo    |
| Lambayeque   | Chiclayo                  | Arturo Castillo Chirinos      |
| Lima         | Barranca                  | Dora Alvarado de la Torre     |
| Lima         | Canta                     | Ignacio Antezana Calderon     |
| Lima         | Cañete                    | Carlos Sertzen Seminario      |
| Lima         | Huaura                    | Miguel Diaz la Rosa           |
| Lima         | Yauyos                    | Leonides Cervantes de Islache |
| Loreto       | Maynas                    | Silfo Alvan del Castillo      |
| Moquegua     | General Sánchez Cerro     | Daniel Rosales Porras         |
| Pasco        | Oxapampa                  | Alejandro Paucar Rodriguez    |
| Pasco        | Pasco                     | Gregorio Cornelio Mauricio    |
| Piura        | Paita                     | Rodolfo Guidimo Ugaz          |
| Piura        | Piura                     | Frank Maclauchan Garcia       |
| Piura        | Sullana                   | Gregorio Samaniego Samaniego  |
| San Martín   | Huallaga                  | Luis Ordoñez Sanchez          |
| San Martín   | Mariscal Cáceres          | Edwin Arevalo Rengifo         |
| San Martín   | Moyobamba                 | Cesar Arevalo Seijas          |
| San Martín   | Rioja                     | Jesus Torrejon de Chincha     |
| Tumbes       | Contralmirante Villar     | Eleazar Pajuelo Brito         |
| Tumbes       | Tumbes                    | Antonio Moretti Otoya         |
| Ucayali      | Coronel Portillo          | Alfonso Torres Fernandez      |

### Elecciones generales de 1990

#### Primera vuelta
En 1990, Mario Vargas Llosa llegó a la elección con un gran favoritismo, favoritismo que acabaría por desmoronarse ante el sorprendente avance de un candidato hasta entonces desconocido, el ingeniero Alberto Fujimori, quien fue remontando paulatinamente en las encuestas tras un inicial 1% de las preferencias.[cita requerida]
| Candidatos         | Candidatos                | Candidatos            |
| Presidencia        | 1.º Vicepresidencia       | 2.º Vicepresidencia   |
| ------------------ | ------------------------- | --------------------- |
| Mario Vargas Llosa | Eduardo Orrego Villacorta | Ernesto Alayza Grundy |

En las elecciones realizadas el 8 de abril de 1990, Vargas Llosa obtuvo 2.163.323 votos (27,6%) y Fujimori, 1.932,208 votos (24,6%); situación que obligaba a la realización de una segunda vuelta electoral, ya que la Constitución contemplaba que el triunfo correspondía a quien obtuviera el 50% más uno de los votos. No obstante, el Fredemo obtuvo la primera mayoría parlamentaria en el Congreso: 83 representantes (20 senadores y 62 diputados), aunque no la mayoría absoluta. 
| Región         | Nombre                              | Número de Votos | Partido político          |
| -------------- | ----------------------------------- | --------------- | ------------------------- |
| Distrito Único | Felipe Enrique Osterling Parodi     | 160,281         | Partido Popular Cristiano |
| Distrito Único | Raúl Enrique José Ferrero Costa     | 155,571         | Movimiento Libertad       |
| Distrito Único | Miguel Federico Vega Alvear         | 152,761         | Movimiento Libertad       |
| Distrito Único | Manuel Isidro Moreyra Loredo        | 103,116         | Solidaridad y Democracia  |
| Distrito Único | Alberto Alfonso Borea Odría         | 89,589          | Partido Popular Cristiano |
| Distrito Único | Juan Victoriano Incháustegui Vargas | 87,451          | Acción Popular            |
| Distrito Único | Martha Beatriz Merino Lucero        | 73,428          | Movimiento Libertad       |
| Distrito Único | Rafael Luis Belaúnde Aubry          | 65,446          | Acción Popular            |
| Distrito Único | Ricardo Vega Llona                  | 57,611          | Movimiento Libertad       |
| Distrito Único | Luis Guilermo Bedoya de Vivanco     | 56,692          | Partido Popular Cristiano |
| Distrito Único | Javier Alva Orlandini               | 55,455          | Acción Popular            |
| Distrito Único | Sandro Tiziano Mariátegui Chiappe   | 46,941          | Acción Popular            |
| Distrito Único | Gastón Rodrigo Acurio Velarde       | 45,563          | Acción Popular            |
| Distrito Único | Miguel Cruchaga Belaúnde            | 45,003          | Movimiento Libertad       |
| Distrito Único | Jorge Bernardo Torres Vallejo       | 34,966          | Solidaridad y Democracia  |
| Distrito Único | Luis José María Bustamante Belaúnde | 34,294          | Movimiento Libertad       |
| Distrito Único | Manuel Ulloa Elías                  | 32,421          | Acción Popular            |
| Distrito Único | Andrés Cardó Franco                 | 30,352          | Acción Popular            |
| Distrito Único | Moisés Woll Dávila                  | 30,032          | Partido Popular Cristiano |
| Distrito Único | José Tomás Gonzales Reátegui        | 28,890          | Partido Popular Cristiano |

| Región          | Nombre                                    | Número de Votos | Partido político          |
| --------------- | ----------------------------------------- | --------------- | ------------------------- |
| Amazonas        | Manuel Antonio La Torre Bardales          | 2,901           | Partido Popular Cristiano |
| Áncash          | Luis Alberto Chú Rubio                    | 5,928           | Acción Popular            |
| Áncash          | Pedro Nicolás Carranza López              | 4,799           | Partido Popular Cristiano |
| Apurímac        | Luis Fernando Bueno Quino                 | 2,209           | Acción Popular            |
| Arequipa        | Jaime Carlos Delgado Barreda              | 17,026          | Partido Popular Cristiano |
| Arequipa        | Óscar Marco Antonio Urviola Hani          | 16,963          | Movimiento Libertad       |
| Arequipa        | Juan Carlos Camacho Leyton                | 12,619          | Movimiento Libertad       |
| Ayacucho        | Miguel Ángel Dumet Echevarría             | 1,538           | Acción Popular            |
| Cajamarca       | David Guevara Soto                        | 5,035           | Acción Popular            |
| Cajamarca       | Miguel Ángel Alva Orlandini               | 3,368           | Acción Popular            |
| Cajamarca       | Francisca Estela Juliana Izquierdo Negrón | 2,858           | Partido Popular Cristiano |
| Callao          | Gonzalo Romero de la Puente               | 24,131          | Partido Popular Cristiano |
| Callao          | Luis Humberto Delgado Aparicio Porta      | 17,215          | Movimiento Libertad       |
| Callao          | Luis Humberto Giusti La Rosa              | 10,491          | Partido Popular Cristiano |
| Cusco           | Luis Roberto Villasante Colpaert          | 8,869           | Partido Popular Cristiano |
| Cusco           | Carlos Manuel Moscoso Perea               | 8,060           | Acción Popular            |
| Huancavelica    | Juan José Abad Cabrera                    | 7,011           | Acción Popular            |
| Huancavelica    | Rafael Benavides Ortiz                    | 2,545           | Partido Popular Cristiano |
| Huánuco         | Guillermo Freire Laos                     | 6,686           | Partido Popular Cristiano |
| Huánuco         | Jorge Horacio Cánepa Torre                | 5,613           | Partido Popular Cristiano |
| Ica             | Ismael Alberto Benavides Ferreyros        | 17,047          | Acción Popular            |
| Ica             | Alfredo Elías Vargas                      | 11,965          | Movimiento Libertad       |
| Junín           | Teódulo Julián Castro Villarroel          | 7,265           | Partido Popular Cristiano |
| Junín           | Walter Eduardo Arauco Camargo             | 6,189           | Partido Popular Cristiano |
| Junín           | Víctor Andrés Guerrero Andía              | 5,580           | Acción Popular            |
| Junín           | Manuel Edwin Duarte Velarde               | 5,475           | Acción Popular            |
| La Libertad     | David Cornejo Chinguel                    | 10,239          | Partido Popular Cristiano |
| La Libertad     | Iván de Riva Vegazzo                      | 9,434           | Acción Popular            |
| Lambayeque      | Gustavo del Solar Rojas                   | 14,817          | Partido Popular Cristiano |
| Lambayeque      | Ángel Miguel Bartra González              | 14,338          | Acción Popular            |
| Lambayeque      | Hildebrando Salgado Cervera               | 9,578           | Acción Popular            |
| Lima            | Rafael Rey Rey                            | 89,818          | Movimiento Libertad       |
| Lima            | Lourdes Celmira Flores Nano               | 84,874          | Partido Popular Cristiano |
| Lima            | Javier Velarde Aspíllaga                  | 58,660          | Acción Popular            |
| Lima            | Raúl Diez Canseco Terry                   | 49,143          | Acción Popular            |
| Lima            | Javier Alonso Bedoya de Vivanco           | 42,898          | Partido Popular Cristiano |
| Lima            | Mario Roggero Villena                     | 38,783          | Movimiento Libertad       |
| Lima            | Enrique Alberto Ghersi Silva              | 36,572          | Movimiento Libertad       |
| Lima            | Pedro Álvaro Cateriano Bellido            | 27,995          | Movimiento Libertad       |
| Lima            | Ricardo Edmundo del Águila Morote         | 23,143          | Acción Popular            |
| Lima            | Xavier Rodolfo Barrón Cebreros            | 22,768          | Partido Popular Cristiano |
| Lima            | Roberto Ramírez del Villar Beaumont       | 19,805          | Partido Popular Cristiano |
| Lima            | Aurelio Eduardo Loret de Mola Böhme       | 17,814          | Solidaridad y Democracia  |
| Lima            | Ántero Flores Aráoz Esparza               | 17,430          | Partido Popular Cristiano |
| Lima            | Eduardo Martín Calmell del Solar Díaz     | 15,588          | Acción Popular            |
| Lima Provincias | Víctor Andrés García Belaúnde             | 7,057           | Acción Popular            |
| Lima Provincias | Werchiman Arellano Susano                 | 6,520           | Partido Popular Cristiano |
| Lima Provincias | Fausto Humberto Alvarado Dodero           | 5,963           | Solidaridad y Democracia  |
| Loreto          | Abel Augusto Urrunaga Bartens             | 14,375          | Acción Popular            |
| Loreto          | Rómulo Hernán Vásquez Alegría             | 8,426           | Acción Popular            |
| Loreto          | Raúl Pereira Ríos                         | 7,267           | Partido Popular Cristiano |
| Pasco           | León Bernuy Espinoza                      | 12,967          | Partido Popular Cristiano |
| Pasco           | Óscar Raúl Contreras Idrogo               | 2,673           | Acción Popular            |
| Piura           | Miguel Ángel Ciccia Vásquez               | 15,728          | Partido Popular Cristiano |
| Piura           | José Manuel Tejero Franco                 | 10,238          | Movimiento Libertad       |
| Piura           | Constantino Conrado Colona Valdez         | 9,138           | Acción Popular            |
| Piura           | Armando Raúl Burneo Seminario             | 8,600           | Partido Popular Cristiano |
| Puno            | Daniel Quispe Machaca                     | 4,138           | Acción Popular            |
| San Martín      | Geno Rommel Ruiz Reátegui                 | 20,117          | Acción Popular            |
| San Martín      | Blanca Rocha Díaz de Janz                 | 13,098          | Acción Popular            |
| Tacna           | Federico Felix Nieto Becerra              | 7,113           | Acción Popular            |
| Ucayali         | Alberto Rivera Fernández                  | 12,107          | Partido Popular Cristiano |

#### Segunda vuelta
En la segunda vuelta electoral, Fujimori, apoyado por el APRA y la izquierda, obtuvo  4.489.897 votos (62,4%) superando contundentemente a Vargas Llosa, que obtuvo 2.708.291 votos (37,6%). 
Se atribuyó la derrota del Fredemo, al sinceramiento de parte de Vargas Llosa al anunciar la aplicación de un shock económico para estabilizar la economía, algo que fue hábilmente explotado por los apristas, que difundieron un spot televisivo que mostraba el supuesto efecto devastador de tal medida, lo que espantó sin duda a muchos electores. Otra razón sería la desenfrenada campaña electoral de los candidatos al parlamento del Fredemo, que saturaron con sus spots y avisos los medios de comunicación, haciendo despliegue de un descarado derroche, lo que indudablemente debió molestar al ciudadano común, en medio de la grave crisis económica que afrontaba el país. También hubo muchos que reprocharon a Vargas Llosa su supuesta arrogancia y el hecho de que se aliara con partidos tradicionales, que ya habían tenido un paso nada exitoso por el poder; la mayoría de su equipo de trabajo fue de tez blanca y no se identificaba con sectores indígenas o rurales del país.

## Resultados electorales

### Elecciones presidenciales
|  | 32.61 % |

|  | 37.19 % |

### Elecciones parlamentarias
|  | 32.06 % |

|  | 30.03 % |

### Elecciones regionales y municipales
| Año  | Gobiernos Regionales | Alcaldías Provinciales | Alcaldías Distritales |
| Año  | Representantes       | Representantes         | Representantes        |
| ---- | -------------------- | ---------------------- | --------------------- |
| 1989 |                      | 61/196                 | 293/1867              |

## Disolución
Luego de las elecciones, Vargas Llosa se fue a Europa y el Fredemo se disolvió. Tanto Acción Popular como el Partido Popular Cristiano continuaron su vida política, en cambio el Movimiento Libertad, tras el autogolpe de 1992, se disolvió en 1993. Una vez en Europa, Vargas Llosa tomó la doble nacionalidad (a la peruana le sumó la española) y posteriormente publicó su libro El pez en el agua, donde relata su participación en la vida política peruana (y años después ganó el Premio Nobel de Literatura en el 2010 por el conjunto de su obra).[cita requerida]